# Provinz Belisario Boeto
Belisario Boeto ist eine Provinz im nordöstlichen Teil des Departamento Chuquisaca im südamerikanischen Anden-Staat Bolivien. Belisario Boeto (* 1841 in Sucre; † 1900 in Sucre) war Jurist und Politiker in Bolivien. Im Jahr 1884 war Boeto an den Friedensverhandlungen mit Chile beteiligt, in denen um den rechtlichen Status der durch Chile von Bolivien abgetrennten Küstenregionen Tacna und Arica verhandelt wurde. In den Jahren 1893 und 1899 war Boeto Präsident des Obersten Gerichtshofes Boliviens.

## Lage
Die Provinz ist eine von zehn Provinzen im Departamento Chuquisaca. Sie grenzt im Nordwesten an die Provinz Jaime Zudáñez, im Südwesten und Süden an die Provinz Tomina, im Osten an das Departamento Santa Cruz, und im Norden an das Departamento Cochabamba.
Die Provinz erstreckt sich etwa zwischen 18° 38' und 19° 11' südlicher Breite und 64° 02' und 64° 30' westlicher Länge, ihre Ausdehnung von Westen nach Osten beträgt 30–40 Kilometer, von Norden nach Süden 65 Kilometer.

## Bevölkerung
Die Einwohnerzahl der Provinz Belisario Boeto ist in den vergangenen drei Jahrzehnten um etwa ein Viertel zurückgegangen:
| Jahr | Einwohner | Quelle       |
| ---- | --------- | ------------ |
| 1992 | 12 617    | Volkszählung |
| 2001 | 12 277    | Volkszählung |
| 2012 | 11 159    | Volkszählung |
| 2024 | 8 961     | Volkszählung |

45,4 Prozent der Bevölkerung sind jünger als 15 Jahre, der Alphabetisierungsgrad in der Provinz beträgt 60,5 Prozent. (1992)
90,6 Prozent der Bevölkerung sprechen Spanisch, 30,6 Prozent Quechua, und 0,1 Prozent Aymara. (1992)
86,0 Prozent der Bevölkerung haben keinen Zugang zu Elektrizität, 90,2 Prozent leben ohne sanitäre Einrichtung (1992).
89,7 Prozent der Einwohner sind katholisch, 5,6 Prozent sind evangelisch (1992).

## Gliederung
Die Provinz Belisario Boeto besteht nur aus einem einzigen Verwaltungsbezirk (bolivianisch „Municipio“):
- Municipio Villa Serrano

## Ortschaften in der Provinz Belisario Boeto
- Villa Serrano 3298 Einw. – Mendoza 605 Einw. – Nuevo Mundo 458 Einw. – Pampas del Tigre 365 Einw. – Urriolagoitia 145 Einw.